# Nederlandse kampioenschappen schaatsen afstanden 2000 - 3000 meter vrouwen
De 3000 meter vrouwen op de Nederlandse kampioenschappen schaatsen afstanden 2000 werd gereden in januari 2000, in ijsstadion De Scheg te Deventer. Er namen veertien schaatssters deel.
Tonny de Jong was titelverdedigster na haar zege tijdens de NK afstanden 1999. Renate Groenewold startte uiteindelijk niet.

## Statistieken

### Uitslag
| #      | Schaatser            | tijd    |
| ------ | -------------------- | ------- |
| Goud   | Marja Vis            | 4.28,20 |
| Zilver | Barbara de Loor      | 4.28,27 |
| Brons  | Wieteke Cramer       | 4.31,82 |
| 4      | Helen van Goozen     | 4.32,11 |
| 5      | Carien Kleibeuker    | 4.32,12 |
| 6      | Sandra 't Hart       | 4.36,95 |
| 7      | Frédérique Ankoné    | 4.39,26 |
| 8      | Mireille Reitsma     | 4.40,96 |
| 9      | Martine Oosting      | 4.41,26 |
| 10     | Paulien van Deutekom | 4.44,23 |
| 11     | Marja van der Werf   | 4.49,60 |
| 12     | Arien Bosch          | 4.53,65 |
| 13     | Marijke Kulik        | 4.58,35 |
| DNS    | Renate Groenewold    |         |